# Список умерших в 1064 году
В этой статье представлен список известных людей, умерших в 1064 году.
См. также: Категория:Умершие в 1064 году

## Август
- 15 августа — Ибн Хазм — андалусский теолог, полемист и факих, представитель захиритского мазхаба, поэт и историк

## Дата неизвестна или требует уточнения

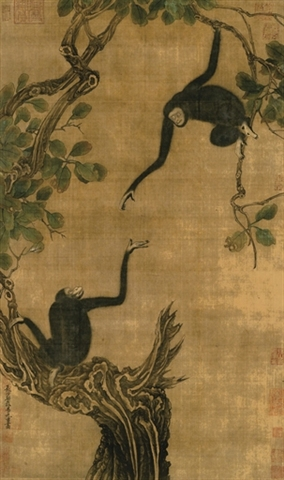
И Юаньцзи. «Два гиббона на дубе»

- Атенульф II[англ.] — герцог Гаэты (1062—1064)
- Гильом V — граф Оверни с 1032 года.
- Доннхад мак Бриайн — король Мунстера (1014—1064), верховный король Ирландии (1040—1064)
- Дромтонпа — выдающийся буддийский учитель, основной ученик и преемник Атиши, основатель школы кадампа.
- И Юаньцзи — китайский живописец времен Северной Сунской династии.
- Искал — половецкий хан.
- Отакар I — маркграф Штирии (ок. 1056—1064)
- Роже I де Фуа — граф де Фуа (ок. 1034 — ок. 1064), граф части Каркассона (1050 — ок. 1064) как Роже II
- Торфинн Сигурдссон — граф Оркни с 1020 года.
- Яков бен Якар[англ.] — германский талмудист